# 酒井千佳
酒井 千佳（さかい ちか、1985年5月18日 - ）は、日本のフリーアナウンサー、気象予報士、実業家。所属芸能事務所は三桂。身長166cm、血液型O型。

## 経歴
兵庫県伊丹市出身。神戸女学院高等学部卒業。京都大学在学中、フィギュアスケート選手だったほか、第25回ミス天神橋（ギャルみこし）に選ばれたことがある。
京都大学卒業後の2008年、石川県の北陸放送に正社員（アナウンサー）として入社し、2年勤務。このときは室照美、福島彩乃が同期であった。2009年には第31回気象予報士試験に合格した。2010年に退職。地元関西に戻り、竹内優美が契約終了で去った後のテレビ大阪に契約アナウンサーとして入社。同時に、竹内が務めていた地上デジタル放送推進大使「TEAM2011」のメイン大使職を引き継ぎ、翌年7月24日のアナログ放送終了まで務めた。
2012年3月、テレビ大阪を退職し上京。三桂に所属し東京を拠点にフリーランスとして活動している。
2014年11月7日から発刊された読売中高生新聞において月一回、コラムを掲載。
2016年は3月まで日本テレビ『Oha!4 NEWS LIVE』に出演し、4月から、NHK『NHKニュースおはよう日本』の気象キャスターとして出演し、「キャスター争奪」「異例人事」の一つとして取り上げられた。
父は岐阜大学名誉教授の酒井章吾（理論化学）。
2018年4月2日からフジテレビの新番組『プライムニュース イブニング』の気象情報を担当。
2019年4月1日からはフジテレビの夕方ニュース番組『Live News it!』でも引き続き気象情報を担当している。同年11月中旬より体調不良で欠席していたが、2020年1月6日より復帰した。
2018年7月3日、自身のブログにおいて、陶芸関連の会社である「株式会社トウキト」を設立した。
2019年夏に一般男性と結婚し、既に妊娠していることを2020年1月23日放送の『Live News it!』で報告したが、両者は離婚協議中で、酒井本人はシングルマザーとして子供を育てる覚悟でいるとしている。2020年7月15日、女児出産を報告した。
2023年4月18日、再婚と第2子の妊娠を公表。7月10日、第2子女児の出産を報告した。

## 趣味
子供の頃から大学入学まで15年間ピアノを習っており、高校時代は軽音楽部だった。
大学時代からのバンド活動は今も続けており、作曲、陶芸、園芸、料理、サイクリング、旅行など多くの趣味を持っている。
Oha!4 NEWS LIVE出演時代には、バレンタインデーのために自宅で、バレンタインパンを他の女性出演者と一緒に作り、男性スタッフ50人に配ったことがある。
1週間の休みには海外旅行に行くことが多く、これまで、ラトビア、エストニア、フィンランドなどの北欧、クロアチア、スロベニアなどの東欧、ドイツ、フランス、ギリシャ、スペイン、トルコなどの欧州の他、タイ、シンガポール、台湾、カンボジアなどのアジア地域に旅行している。
工作が好きで、ピアスやネックレス、スマホケースも自作している。天気予報のフリップは自分で絵を描いており、「たまきち」というキャラクターが登場する。またLINEでたまきちスタンプを自作販売している。

## 資格
- 気象予報士
- 日本漢字能力検定準1級
- 古民家鑑定士1級

## 出演番組
〇は、出演中

### 北陸放送勤務時

#### テレビ
- ごちそうフライデー
- 総力報道!THE NEWS MRO 金曜日 天気キャスター
- ちかのアテンションプリーズ（番組宣伝番組）
- FBI Angels
- うたばん（2009年2月12日放送、BREAKERZに石川県の地元グルメのひとつであるハントンライスを紹介）
- えなりかずき!そらナビ（中部日本放送、石川県担当）

#### ラジオ
- 石川名物!GOGOは本多町3丁目 レポーター（主に金曜日、2008年4月 - 2009年3月）、パーソナリティ（水曜日担当、2009年4月1日 - 2010年1月27日）
- あゆみ・ちかのキライキライけどスキッ!（ラジオ）
- ウィークエンドいしかわ

### テレビ大阪勤務時
- NEWS BIZ 水曜日「早mimi」
- おとな旅あるき旅
- たかじんNOマネー〜人生は金時なり〜 進行役

### 三桂所属時
- TOKYO MX NEWS 平日20時台キャスター　2012年4月 - 2012年9月（東京メトロポリタンテレビジョン）
- あさナビ 天気ナビゲーター（テレビ朝日。もうひとつの顔、気象予報士として出演）
- 酒井千佳のハッピーエイジングライフ（ニッポン放送）
- 知りたがり!（フジテレビ、第2期において不定期出演）
- たかじんのそこまで言って委員会 (読売テレビ、2013年5月12日) ゲスト
- 情報ライブ ミヤネ屋 木曜日担当お天気キャスター（読売テレビ、2014年2月20日 - 2016年3月31日）
- 「坂上忍の勝たせてあげたいTV」進行（日本テレビ、不定期 ）
- Live Nippon（BS朝日）
- Oha!4 NEWS LIVE お天気キャスター（日テレNEWS24（CS）・日本テレビ、2013年4月1日 - 2016年4月1日）[17]
- 趣味の園芸 やさいの時間 菜園ビギナーチーム（毎月第1週・第2週）司会 （NHK Eテレ、2013年4月7日 - 2016年3月13日）
- 趣味の園芸 やさいの時間 プランター栽培チーム・ポタジェチーム（毎月第3週・第4週）司会 （NHK Eテレ、2016年4月17日 - 2017年3月26日）
- NHKニュースおはよう日本（2016年4月4日 - 2018年3月30日、NHK総合テレビ） - 気象キャスター（平日4時台 - 7時40分過ぎ）
- プライムニュース イブニング（2018年4月2日 - 2019年3月29日、フジテレビ） - 気象キャスター
- Live News it!（2019年4月1日 - 2020年3月、フジテレビ） - 気象キャスター[18]